# ارنست گارسیا
ارنست گارسیا (انگلیسی: Ernest Garcia III؛ زادهٔ ۱۹۸۲/۱۹۸۳ (۴۱–۴۲ سال)) کارآفرین اهل ایالات متحده آمریکا است، که در سال ۲۰۱۳ شرکت کاروانا را تأسیس کرد.